# Эйкинг, Одд Кристиан
Одд Кристиан Эйкинг (норв. Odd Christian Eiking; род. 28 декабря 1994, Стур, Норвегия) — норвежский профессиональный шоссейный велогонщик, выступающий за команду Groupama-FDJ.

## Достижения
2014
- 2-й на Giro della Valle d'Aosta — ГК

2015
- 1-й  — Чемпион Норвегии по шоссейному велоспорту среди мужчин в возрасте до 23 лет в групповой гонке
- 2-й на Чемпионате Норвегии по шоссейному велоспорту в групповой гонке
- 1-й  на Туре Норвегии — МК
- 6-й на Арктической гонке Норвегии - ГК

2016
- 1-й на этапе 1 (ТТТ) Тура Средиземноморья
- Тур Норвегии
  - 4-й - ГК
  - 1-й  — МК
- 5-й на Арктической гонке Норвегии - ГК

2017
- 1-й на Букль де л'Он (Boucles de l'Aulne)
- 10-й на Классик Луар-Атлантик (Classic Loire Atlantique)

| ГК | Генеральная классификация |
| МК | Молодежная классификация  |

## Статистика выступлений наГранд Турах
| Гранд Тур | 2016 | 2017 |
| --------- | ---- | ---- |
| Джиро     | -    | -    |
| Тур       | -    | -    |
| Вуэльта   | 77   |      |